# Номерні знаки Нідерландів

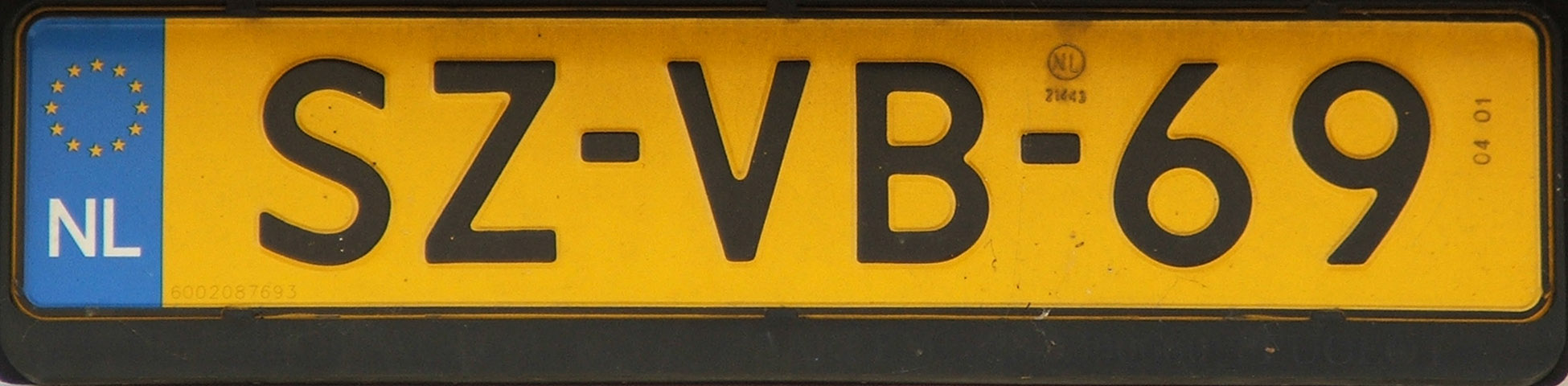
Нідерландський номерний знак

Автомобільні номерні знаки Нідерландів використовуються для реєстрації транспортних засобів у Нідерландах. Вони використовуються для перевірки законності використання, наявності страхування та ідентифікації транспортних засобів.
Номерні знаки у Нідерландах прив'язуються до транспортних засобів і зберігаються за ними після зміни власника. Поєднання символів є серійним і не пов'язане з географічним розташуванням.

## Раніші схеми
Нідерланди ввели систему реєстрації транспортних засобів 26 квітня 1898 року і стали третьою країною в світі після Франції та Німеччини. Номерний знак з номером «1» був виданий автовласнику ван Дамму, який придбав перший в Нідерландах автомобіль. Тоді номерні знаки прив'язувалися до автовласників. З 1906 року номерна система використовувала формат xx-ddddd, де «xx» — провінційний код, а «ddddd» серійний номер. Система діяла до 1951 року.

### Провінційні коди
- A — Гронінген
- B — Фрисландія
- D — Дренте
- E — Оверейсел
- G, GZ, GX — Північна Голландія
- H, HZ, HX — Південна Голландія
- K — Зеландія
- M — Гелдерланд
- N — Північний Брабант
- L — Утрехт
- P — Лімбург
- R — заморські території.

### Схеми нумерації
За чинною системою реєстрації тарнспортних засобів у Нідерландах пластини номерних знаків мають жовте тло і чорні символи.
Dutch car number plates can be formatted as follows:
| Рік       | Формат | Примітки |
| --------- | --- | --- |
| 1951–1965 | | |
| 1965–1973 | | |
| 1973–1978 | | У 1976 і 1977 роках колір був світлішим, а шрифт відрізнявся. |
| 1978–1991 | | Кілька комбінацій було зарезервовано для конкретних типів транспортних засобів. |
| 1991–1999 | | |
| 1999–2008 | | Нині випускається для мотоциклів. |
| з 2006    | | Нині випускається для важких транспортних засобів. |
| з 2006    | Першою літерою можуть бути лише K, S, T, X або Z. Серія V для легких комерційних автомобілів вже вичерпана, а всі інші зарезервовані для номерних знаків для експорту.                  | |
| з 2006    | Нині серія випускається для легких комерційних автомобілів (VX-999-X) і з 30 березня 2015 року також для легкових автомобілів. вкл. 18-2-2025 також для вантажівок з номерним знаком В. | |
| 2011–2019 | | Випускається для мопедів (D-001-BB до F-999-ZZ) і з 14 жовтня 2016 року також для легких комерційних автомобілів (V-999-XX). G-001-BB - Z-671-SB |
| з 2019    | | Випускається для мопедів (DBB-01-B до FZZ-99-Z) та від 13 червня 2019 року також для вантажних автомобілів / вантажівок (вагою 3,5 тонни або менше) (VBB-01-B до VZZ-99-Z). https://www.rdw.nl/zakelijk/nieuws/2019/start-nieuwe-kentekencombinatie-lichte-bedrijfswagens https://www.raivereniging.nl/binaries/content/assets/downloads/kentekenseries-voor-lrv-voertuigen.pdf (L) І (T) https://www.rdw.nl/particulier/nieuws/2024/nieuw-kenteken-voor-personenautos G, H і J. |
| з 2021    | | для тягачів з 31 грудня 2021 року (T) і з 8 січня 2024 року також для легких комерційних автомобілів <3,5 т (V). № V-43-BBB до V-99-BZZ |
| з 2016    | | Використовується для сільськогосподарської техніки. Тільки GV використовується від 0-GV-001 (надалі до 9-GV-999). |
| з 2019    | | Використовується для сільськогосподарської техніки. Тільки GV використовується від 001-GV-0 (надалі до 999-GV-9). |

Сучасна система формування номерних знаків не використовує голосних літер, щоб уникнути непристойних виразів. Щоб уникнути плутанини з нулем, літери C і Q також не використовуються. Літери та цифри видаються в строгому алфавітному / числовому порядку. Таким чином, нідерландський номерний знак вказує на дату реєстрації автомобіля, але не надає інформації про те, в якому регіоні він зареєстрований.

## Формати
Окрім стандартного жовтого в обігу перебуває ще кілька колірних форматів номерних знаків.
| Формат   | Примітки |
| -------- | --- |
| XX-XX-99 | Використовується для причепів з максимальною вагою менше 750 кг, реєстрація прив'язується до транспортного засобу, який тягне причіп. Також використовується для експортних і транзитних (однокодованих, H на 1 місяць і Z на 1 тиждень) транспортних засобів.. |
| XX-99-99 | Дилерські номерні знаки, які використовуються автомобільними компаніями для реєстрації поточного складу під їх страхуванням, використовуються, якщо автомобіль використовується для тест-драйву і не має страховки на власному номерному знаку.                 |
|          | Номерні знаки для таксі, які є обов'язковими з грудня 2000 року. |

## Чинні серії

### Автомобілі
- 01-DB-BB, реєстрація 1999/2000
- 01-FB-BB, реєстрація 2000
- 01-GB-BB, реєстрація 2000/2001
- 01-HB-BB, реєстрація 2001/2002
- 01-JB-BB, реєстрація  2002
- 01-LB-BB, реєстрація 2002/2003
- 01-NB-BB, реєстрація 2003/2004
- 01-PB-BB, реєстрація 2004/2005
- 01-RB-BB, реєстрація 2005
- 01-SB-BB, реєстрація 2005/2006
- 01-TB-BB, реєстрація 2006/2007
- 01-XB-BB, реєстрація 2007
- 01-ZB-BB, реєстрація 2007/2008 Поки 76-ZS-KB
- 01-GBB-1, реєстрація 2008 (00 пізніше використано лише у серії G)
- 00-HBB-1, реєстрація 2008/2009
- 00-JBB-1, реєстрація 2009
- 00-KBB-1, реєстрація 2009/2010
- 00-LBB-1, реєстрація 2010
- 00-NBB-1, реєстрація 2010/2011
- 00-PBB-1, реєстрація 2011
- 00-RBB-1, реєстрація 2011
- 00-SBB-1, реєстрація 2011
- 00-TBB-1, реєстрація 2012
- 00-XBB-1, реєстрація 2012
- 00-ZBB-1, реєстрація 2012/2013 Поки 79-ZXT-2
- 1-KBB-00, реєстрація 2013
- 1-SBB-00, реєстрація 2013
- 1-TBB-00, реєстрація 2013/2014
- 1-XBB-00, реєстрація 2014
- 1-ZBB-00, реєстрація 2014/2015 Поки 8-ZVK-67
- GB-001-B, реєстрація 2015
- HB-001-B, реєстрація 2015/2016
- JB-001-B, реєстрація 2016
- KB-001-B, реєстрація 2016
- (Lбув зарезервований для сільськогосподарських транспортних засобів, але не використовувався після того, як Tweede kamer проголосував проти пропозиції щодо сільськогосподарських номерних знаків. Sidecode 11 використовується для цієї мети з 1 січня 2021 року)
- NB-001-B, реєстрація 2016/2017
- PB-001-B, реєстрація 2017
- RB-001-B, реєстрація 2017/2018
- SB-001-B, реєстрація 2018 (SP тільки SP-001-B поки SP-154-P)
- TB-001-B, реєстрація 2018
- XB-001-B, реєстрація 2018/2019
- ZB-001-B, реєстрація 2019 Поки ZV-183-Z
- G-001-BB, реєстрація 2019
- H-001-BB, реєстрація 2019/2020
- J-001-BB, реєстрація 2020
- K-001-BB, реєстрація 2020/2021
- L-001-BB, реєстрація 2021
- N-001-BB, реєстрація 2021/2022
- P-001-BB, реєстрація 2022
- R-001-BB, реєстрація 2022
- S-001-BB, реєстрація 2022/2023 № S-001-DB до S-999-DZ
- T-001-BB, реєстрація 2023
- X-001-BB, реєстрація 2023/2024
- Z-001-BB, реєстрація 2024 Поки Z-671-SB
- GBB-01-B, реєстрація 2024/2025
- HBB-01-B, реєстрація 2025
- JBB-01-B, реєстрація 2025 (поточна серія, зараз JBR-V)

..S-01-D до ..S-99-D і ..S-01-S до ..S-99-S не використовуватимуться, а також.SD-01-B до.SD-99- Z та.SS-01-B до.SS-99-Z не використовуватимуться, щоб уникнути комбінацій SD та SS.

### Мотоцикли
- MB-01-BB, реєстрація 1979/1998
- MB-BB-01, реєстрація 1998/2011
- 01-MB-BB, реєстрація 2011/ (поточна серія, зараз MZ-FX)

### Мопеди
- 01-DBB-1, реєстрація 2005/2006
- 01-FBB-1, реєстрація 2006
- DB-001-B, реєстрація 2006
- FB-001-B, реєстрація 2006/2008
- D-001-BB, реєстрація 2008/2011
- F-001-BB, реєстрація 2011/2015
- DBB-01-B, реєстрація 2015/2020
- FBB-01-B, реєстрація 2020/ (поточна серія, зараз FVH-S)

D/FBS-01-D to D/FBS-99-D and D/FBS-01-S to D/FBS-99-S не використовуються, щоб уникнути SD і SS комбінацій. Також у майбутньому D/FxS-01-D до D/FxS-99-D і D/FxS-01-S до D/FxS-99-S (x є другою літерою, від D до Z) не будуть використовуватися з тієї ж причини, і це також для D/FSD-01-B до D/FSD-99-Z і D/FSS-01-B до D/FSS-99-Z з тієї ж причини.

### Вантажні автомобілі (більше 3,5 т)
- BB-BB-01, реєстрація 1994/2012
- 00-BBB-1, реєстрація 2012/2025

BSD і BSS не використовуються, щоб уникнути комбінацій SD і SS.
- BB-001-B, реєстрація 2025 (поточна серія, зараз BB-P)

### Вантажні автомобілі (до 3,5 т)
- 01-VB-BB, реєстрація 1998/2001
- 01-BB-BB, реєстрація 2001/2006
- 01-VBB-1, реєстрація 2006/2009
- 1-VBB-00, реєстрація 2009/2012
- VB-001-B, реєстрація 2012/2016
- VBB-01-B, реєстрація 2016/2024
- V-01-BBB, реєстрація 2024/ немає V-43-BBB - V-99-BZZ (поточна серія, зараз V-NDL) немає V-01-KGB - V-99-KGB ! також не використовуються ККК, КVТ і LPF

VBS-01-D до VBS-99-D і VBS-01-S до VBS-99-S не використовується, щоб уникнути комбінацій SD і SS. Також VxS-01-D до VxS-99-D і VxS-01-S до VxS-99-S (x — друга літера, D до Z) не можна використовувати з тієї ж причини. Також VSD-01-B до VSD-99-Z і VSS-01-B до VSS-99-Z не можна використовувати з тієї ж причини. Ні ВВД-01-Б до ВВД-99-З, оскільки ВВД є політичною партією.
8-1-2024: VZZ-02-Z - VZZ-99-Z, V-01-BBB - V-42-BBB, V-01-DBB - V-23-DBF. Тепер ви можете прочитати це на https://topgear.nl/autonieuws/bbb-kenteken-stopt-rdw/: ліцензія BBB була помилкою «Комбінація BBB не була призначена для використання, це була помилка. Щоб припинити використовувати цю комбінацію, ми негайно перейшли на D, оскільки вона була технічно найпростішою і, отже, найшвидшою», ...  Щоб уникнути комбінацій SD і SS від V-01-xSD до V-99-xSD і V-01-xSS до V-99-xSS використовуються/не будуть використовуватися, x є D - Z.

### Причепи
- WB-00-01, реєстрація 1963/1977
- 00-WB-01, реєстрація 1977/1983
- 00-01-WB, реєстрація 1983/1989
- WB-01-BB, реєстрація 1989/2000
- WB-BB-01, реєстрація 2000/2008
- 01-WB-BB, реєстрація 2008/2021
- 01-WBB-1, реєстрація 2021/ (поточна серія, зараз WRF)

### Напівпричепи
- OB-00-01, реєстрація 1963/1988
- OB-01-BB, реєстрація 1988/ (поточна серія, зараз OV-XF)

### Сільськогосподарські транспортні засоби
- LBB-01-B, реєстрація 2021/ (поточна серія, зараз LRV-R)

LBS-01-D до LBS-99-D і LBS-01-S до LBS-99-S не використовуються, щоб уникнути комбінацій SD і SS. Також у майбутньому LxS-01-D до LxS-99-D і LxS-01-S до LxS-99-S (x — друга літера, D до Z) не використовуватимуться з тієї ж причини. ФНЧ не використовується.

### Трактори
- TBB-01-B, реєстрація 2021. TBS не використовується. TSD і TSS не використовуються, щоб уникнути комбінацій SD і SS. TDS-01-D до TDS-99-D і TDS-01-S до TDS-99-S не використовуються, щоб уникнути комбінацій SD і SS. Також не можна використовувати TxS-01-D до TxS-99-D і TxS-01-S до TxS-99-S (x — друга літера, F — Z) з тієї ж причини. Також TSD-01-B до TSD-99-Z і TSS-01-B до TSS-99-Z не можна використовувати з тієї ж причини.
- T-01-BBB, реєстрація 31 грудня 2021 року/теперішній час (поточна серія, тепер T-GZX)

Без T-..-xSD і без T-..-xSS, x є другу літеру від B до Z, щоб уникнути комбінацій SD і SS. Існує T-01-FVD до T-99-FVD, незважаючи на те, що FVD є голландською політичною партією!

### Електричні самокати
E-01-BBD реєстрація 1 липня 2025 (поточна серія, тепер E-BBG). Немає BBB, оскільки BBB є політичною партією.
A тепер див https://groups.io/g/kentekensnieuwsgroep/message/117
https://kentekenkennis.nl/tools/luka/ https://kentekenkennis.nl/tools/holk/ https://kentekenkennis.nl/tools/trade/ https://kentekenkennis.nl/tools/fidec/

## Спеціальні номерні знаки
| Серії                                              | Опис |
| -------------------------------------------------- | --- |
| B, E, S                                            | Карибські Нідерланди. Номерні знаки мають стандартні розмірами для Північної Америки і не мають смуги ЄС. Номерні знаки починаються з однієї літери: B для Бонайре, E для Сінт-Естатіусі S для Саба, після яких три або чотири цифри. Колір пластини відрізняється залежно від острова. Окремі номери починаються з різних літер, іноді подібних до європейських Нідерландів: V для комерційних автомобілів, TX для таксі, D для урядових, AB для автобусів. |
| AA                                                 | Для транспортних засобів королівської сім'ї. (AA— ??) або (AA— ???). |
| B, V                                               | Літера B посилається на «Bedrijfswagen» (комерційний транспортний засіб): особливий статус для автомобілів, які використовуються виключно для комерційних цілей. Комерційні реєстрації мають окремий клас оподаткування, хоча 10% автомобілів зареєстровані як комерційні. Комерційну ліцензію часто називають «grijs kenteken» (сіра реєстрація), посилаючись на колір документів на реєстрацію автомобіля, який зараз, як і для комерційних автомобілів, зелений. (XB— ??—), (?? — XB), (— XB—). Вантажопідйомністю більше 3,5 т (BX — ?? — XX) до (?? — BXX-?). Вантажопідйомністю менше 3,5 т (VX — ?? — XX) до (VX — ??? — X). |
| BE, BH                                             | Комерційні транспортні засоби (BH—??—??). |
| DE, DH, DL, DM, DR, AE, AH, AL, AM, AR, DZ, PM, RM | Імпортні автомобілі 40 років і старше. (DE — ?? — ??) до (RM — ?? —). |
| YA, YB, YD i YE                                    | Імпортні автомобілі молодші 40 років. (??—YA—??) до (??—YE—??). |
| KL - KZ & LM, LO, LU, DM                           | Військові транспортні засоби: (KL, KN до KZ: Збройні сили, KM: K oninklijke Marine's (Королівський флот), LM: Lucht macht (Військово-повітряні сили), KP: автомобіль постачання (Королівська армія), KV: Приклад: (KL — ?? —) і (— — KL— ??), який використовується у Королівській армії, а також DM, але тільки з індексами 7, 9 і 10. Третя літера від B до Z, але не A, C, E, I, M, O, Q, U, W, або Y. Код 9 KB до KZ нині використовується для приватних автомобілів, а не для військових транспортних засобів. |
| CD                                                 | Для дипломатичного корпусу (CD—??—??) або (??—CD—??). |
| CDJ                                                | Для співробітників Міжнародного суду (CDJ—???). |
| BFG                                                | Використовується для приватних транспортних засобів нідерландських та німецьких військовослужбовців, які працюють у силах НАТО. Вони видаються Міністерством оборони і Королівською військовою поліцією.Мають різний шрифт, подібний до шрифтів німецьких номерів. |
| RC                                                 | Для транспортних засобів НАТО. RC — «Région Centrale», що датується перебуванням штаб-квартири НАТО у Франції. В даний час використовується Об'єднаним командуванням сил Брунсум. Новіші номерні знаки жовті, виглядають як звичайні і мають штрихи між літерами і цифрами і посередині чисел. |
| M                                                  | Мотоцикли. Кілька літер з індексом 1. Після цього (MX—??—XX) до (??—MX—XX). |
| BN i GN                                            | Для транспортних засобів, власники яких не підлягають оподаткуванню, наприклад, співробітників посольств без дипломатичного статусу, консульств або міжнародних організацій, таких як ESA, ICC, UN-ICJ або OPCW (BN або GN — ?? —), (?? —?) ? — BN або GN), (? — BN або GN—?). |
| GV                                                 | Для сільськогосподарських транспортних засобів, які знаходяться в Нідерландах, не потрібні номерні знаки, але вони можуть перетинати державні кордони з іншими країнами (GV — ??). |
| HA, HF, HH, FH                                     | Для торговців автодилерів, наприклад, для тест-драйвів з незареєстрованими автомобілями (зелені пластини) (HA або HF або HH або FH — ?? —). Для мопедів використовується HC з індексом 1. |
| HH                                                 | Нідерландські мопеди за кордоном (було скасовано з введенням в 2005 році номерних знаків для мопедів) (HH — ?? — ??). |
| ZM, ZF, NM                                         | Вживані мотоцикли. |
| ZZ                                                 | Для спеціальних транспортних засобів з особливим режимом руху дорогами загального користування (крани). ZZ (ZZ — ??) і (— — ZZ). |
| O                                                  | Важкі причепи ('O'pleggers). (OX—??—?? or OX—??—XX) O використовується лише як перша літера. |
| W                                                  | Легкі причепи та кемпери, що мають власну реєстрацію. (WX—??—??) до (??—WX—XX). |
| AF                                                 | Судна. (AF-XX-??) |
| MM-BS, i LBT у бічному коді 8                      | Для транспортних засобів з обмеженням швидкості до 25 або 40 км/год. |
| E                                                  | Електричні сходинки. Прочитайте текст під Kenteken voor elektrische step на https://nos.nl/artikel/2572921-dit-verandert-op-1-juli-kenteken-voor-elektrische-step-en-streep-door-designerdrugs, а також прочитайте https://www.rdw.nl/nieuws/2025/eerste-e-step-met-goedkeuring-en-kenteken і дивіться також https://www.instagram.com/p/DLkuabehD9c/ а тепер теж читайте https://www.rdw.nl/paginas/kenteken-aanvragen-voor-uw-bijzondere-bromfiets |